# Game Maker
Game Maker (GM) ist eine ursprünglich vom Niederländer Mark Overmars entwickelte integrierte Entwicklungsumgebung (IDE) zur Erstellung von Computerspielen für Windows und macOS. Spiele können in der eigenen Skriptsprache Game Maker Language ohne oder nahezu ohne Programmierkenntnisse erstellt werden. Daneben steht eine Skriptsprache mit optionalen Erweiterungen zur Verfügung. Game Maker selbst wird in Embarcadero Delphi entwickelt.
Seit 2007 wird Game Maker von YoYo Games Ltd. vermarktet, einem zu diesem Zweck gegründeten, in Dundee in Schottland ansässigen Unternehmen, an dem Overmars beteiligt ist. In der von YoYo Games gepflegten Game Maker Community (GMC) wurden eigenen Angaben zufolge über 100.000 Spiele erstellt, rund 56.000 stehen zum Download zur Verfügung (Stand November 2010).
2012 wurde der GameMaker von seinem Nachfolger GameMaker: Studio abgelöst.

## Geschichte
Zuerst war Game Maker unter dem Namen Animo als 2D-Computeranimations-Programm konzipiert, später wurde es zu einem Entwicklungswerkzeug für Anfänger und für Schulungszwecke erweitert. Die erste Version wurde von Overmars am 15. November 1999 veröffentlicht. Ab Version 3.0 von 2001 wird DirectDraw für die Grafikausgabe genutzt, ab Version 6.0 von 2004 Direct3D. Seit August 2010 steht eine Version für Mac OS X zur Verfügung, Versionen für PlayStation Portable sowie Apple iOS wurden 2010 angekündigt.
Eine offizielle und zahlreiche inoffizielle Communitys beschäftigen sich mit der Entwicklung von Game Maker Spielen. Die offizielle, von YoYo Games betriebene Community weist über 167.000 registrierte Mitglieder auf, die größte deutschsprachige Community rund 2750 (Stand Dezember 2011). In den Communitys werden regelmäßig teilweise mit Preisen dotierte Wettbewerbe organisiert.

## Benutzeroberfläche
Die grafische Benutzeroberfläche und das Bedienkonzept der Software sind einfach und klar strukturiert: Jedes mit Game Maker erstellte Programm wird in verschiedene Ressourcen untergliedert: Sprites, Klänge, Hintergründe, Wege, Skripte, Schriftarten, Zeitleisten, Objekte und Räume. Durch Drag and Drop kann man den Programmablauf durch einfaches Ziehen von Icons auf die Arbeitsfläche entwickeln. Objekten beispielsweise wird so eine Serie von Ereignissen und zugehörigen Aktionen zugewiesen, die etwa bei der Kollision eines Objekts mit einem anderen dessen Zerstörung auslösen. Trotzdem können hier bereits Variablen und Quelltext benutzt werden. Jeder der durch die Icons symbolisierten Programmbausteine steht dann für einen kurzen Skript-Abschnitt.
Das Programm bietet die Möglichkeit, beispielsweise Jump ’n’ Runs, Puzzle-, Maze- und andere Retrospiele per Drag and Drop zu kreieren, kann aber mit der Skriptsprache und seiner Vielfältigkeit auch für große Projekte benutzt werden.
Angefertigte Spiele können unabhängig vom Game Maker als Quelltext oder kompiliert als eigenständig ausführbare Datei (Windows-EXE) veröffentlicht werden. Auch die kompilierten Spiele werden interpretiert, dadurch sind sie von der maximalen Ausführungsgeschwindigkeit nativen Implementierungen gegenüber unterlegen.

## Game Maker Language
Für komplexe Aufgaben stellt Game Maker die eigene Skriptsprache Game Maker Language (GML) zur Verfügung, die sich an höhere Programmiersprachen wie Pascal, Java und C anlehnt und dem Benutzer mehr Möglichkeit durch das Erstellen der Skripte bietet. So können Blockstrukturen wahlweise oder gemischt durch geschweifte Klammern (C-Stil) oder die Schlüsselwörter begin und end (Pascal-Stil) gekennzeichnet werden. Zeichenketten können sowohl in einfache als auch doppelte Anführungszeichen eingeschlossen werden.

### Erweiterungen
Ab Version 6 ermöglicht die registrierte Vollversion das Einbinden von Dynamic Link Librarys (DLLs), die Aufgaben erledigen, die Game Maker selbst nicht durchführen kann. Beispiele dafür sind Netzwerk- und Datenbankfunktionen, die Nutzung komprimierter Archivformate (unter anderem 7z) oder weiterer Audioformate wie Ogg-Vorbis oder Tracker-Formate.

## Versionen

### Game Maker 5.3A
Eine Sonderrolle nimmt die schon etwas ältere Version 5.3A des Game Makers ein. Dieser hat gegenüber der 6/7 Serie deutlich niedrigere Systemanforderungen, so läuft er schon auf einem Pentium-System unter DirectX 5 und ist damit für ältere Rechner geeignet. Im Gegensatz zur Version 6/7 wird hier auf DirectDraw als Grafiksystem gesetzt. Die „Lite“-Version 5.3A weist im Gegensatz zu den Versionen ab 6 keine Funktionseinschränkungen auf.

### Game Maker 6.1
Game Maker 6 baut erstmals auf Direct3D auf, wodurch, wenn auch eingeschränkte, Nutzung von 3D- und Vektorgrafiken möglich wird. Auch gibt es dadurch einfache Möglichkeiten schnell Effekte wie Schnee, Regen oder Nebel zu erzeugen.
Die Engine des Game Maker unterstützt u. a. Hardware-Transparenz und Farbmischfunktionen für die Sprites.
Game Maker 6 rechnet bei sehr großen Zahlen und Zahlen mit Nachkommastellen ungenau. Des Weiteren unterstützt er im Gegensatz zu Game Maker 5 und Game Maker 7 Windows Vista nicht, da Vista dessen Komprimierungsmethode nicht mehr unterstützt. Dafür ist ein Patch bekannt.

### Game Maker 7
Der Game Maker 7 wurde im Februar/März 2007 von YoYo Games veröffentlicht. Er enthält gegenüber dem Game Maker 6.1 vor allem ein Erweiterungssystem, mit dem sich Skripte und Dlls Dritter nahtlos in das Syntax- und Laufzeitsystem integrieren lassen.
Des Weiteren laufen Game Maker 7 und damit erzeugte Spiele unter Windows Vista, dafür wurde aber die Unterstützung für Windows 9x komplett aufgegeben.
Mit der Version 7 ging der Game Maker zu YoYo Games Ltd. über. Durch das neue Registrierungs- und Aktivierungssystem, das ähnlich wie bei Windows XP die Game Maker Kopie lokal auf dem PC freischaltet, hat zu einigen Kontroversen geführt, weswegen viele Game Maker Benutzer bei Version 6.1 geblieben sind.

### Game Maker 8
Version 8 wurde am 22. Dezember 2009 veröffentlicht und im März 2011 durch Version 8.1 abgelöst. Neuerungen waren unter anderem ein vollständig überarbeiteter Skript-Editor, die Möglichkeit zum Import und Export von Ressourcen und die Unterstützung für Bilder mit Alphakanal.

## Verfügbarkeit
Eine eingeschränkte Lite-Version kann auf der Website der Entwickler kostenlos heruntergeladen werden. Bei dieser fehlen zum Beispiel die Funktionalität zum Nachladen externer Dateien, erweiterte Zeichenfunktionen, 3D-Funktionen, ein Partikelsystem, Datenstrukturen, Surfaces und die netzwerkinternen Multiplayerfunktionen. Ab der Version 8.1 wird in Spielen, die mit der Lite-Version erstellt wurden, außerdem ein permanent sichtbares Wasserzeichen in die Spieloberfläche eingefügt.